# Sébastien Boucksom
Sébastien Boucksom, né le 26 août 1976 à Roubaix, est un mathématicien français.

## Formation et carrière
Il entre à l'École normale supérieure de Lyon en 1996, obtient l'agrégation de mathématiques en 1999 (classé 17ème), puis obtient son doctorat en 2002 sous la direction de Jean-Pierre Demailly à l'Institut Fourier de l'Université de Grenoble avec le sujet "Cônes positifs des variétés compactes". En tant qu'étudiant de troisième cycle, il a travaillé chez Simon Donaldson à l'Imperial College de Londres. À partir de 2003, il a mené des recherches pour le CNRS à l'Institut de mathématiques de Jussieu du CNRS et à l'Université Paris VI. Depuis 2010, il est professeur à temps partiel à l'École Polytechnique et, depuis 2014, directeur de recherche CNRS au Centre de mathématiques Laurent-Schwartz de l'École polytechnique.

## Travaux
Ses sujets de recherches concernent la géométrie algébrique, la géométrie des variétés p-adiques et des variétés kähleriennes.
Il s'est également intéressé au problème de Fekete, un des problèmes de Smale.

## Prix et distinctions
En 2014, il a reçu le prix Paul Doistau-Émile Blutet. La laudatio met en exergue son travail sur les flux positifs sur des variétés de Kähler compactes avec application à la caractérisation du cône pseudoeffectif, ainsi que ses travaux sur l'équation de Monge-Ampère avec application à l'existence de métriques de Kähler-Einstein singulières. 
En 2018, il est conférencier invité au Congrès international des mathématiciens de Rio de Janeiro : "Aspects variationnels et non archimédiens de la conjecture de Yau-Tian-Donaldson".

## Sélection de publications
- éd avec Philippe Eysiddieux, Vincent Guedj: « An Introduction to Kähler-Ricci-Flow », Springer, Lecture notes in mathematics 2086, Springer 2013
- avec R. Berman: « Growth of balls of holomorphic sections and energy at equilibrium », Inventiones Mathematicae, vol 181, 2010, pp 337–394, Arxiv
- avec C. Favre, M. Jonsson: « Solution to a non-Archimedean Monge-Ampère equation », J. Amer. Math. Soc., vol 28, 2015, pp 617–667, Arxiv
- avec T. Hisamoto, Mattias Jonsson: « Uniform K-stability and asymptotics of energy functionals in Kähler geometry », Arxiv 2016.